# 문혁 (배우)
문혁(1981년 2월 26일 ~ )은 대한민국의 배우이며, 1984년 MBC 문화방송 특채 아역 연기자로 데뷔하였다.

## 연기 활동

### 텔레비전 드라마 & 시트콤
- 1984년 MBC 《수사반장》
- 1989년 KBS1 《울밑에 선 봉선화》
- 1990년 KBS2 《지구인》
- 1991년 KBS2 《형》 ... 재범 역
- 1992년 MBC 《일출봉》
- 1993년 KBS2 《일월》 ... 히로시 역
- 1993년 MBC 《사춘기》
- 1993년 MBC 《엄마의 바다》
- 1995년 KBS2 《장녹수》 ... 자원 역
- 1996년 SBS 《임꺽정》 ... 박유복 역
- 1996년~1998년 KBS1 《신세대 보고 - 어른들은 몰라요》
- 1999년 KBS2 《학교》
- 1999년 KBS1 《사람의 집》 ... 김군 역
- 1999년 MBC 《왕초》
- 2000년 KBS2 《학교 3》
- 2000년 SBS 《덕이》
- 2001년 KBS1 《매화연가》 ... 병태 역
- 2001년 SBS 《소문난 여자》 ... 범수 역
- 2002년 SBS 《야인시대》 ... 종로 깍두기 역
- 2003년 KBS2 《굿바이 솔로》 ... 준이 역
- 2006년 KBS2 《그 여자의 선택》 ... 억만 역
- 2007년 KBS2 《심청의 귀환》 ... 칠득 역
- 2008년 KBS2 《2008 전설의 고향 - 사신 이야기 편》 ... 신참 저승사자 역
- 2010년 KBS2 《추노》 ... 구 포교 역
- 2010년 KBS1 《전우》 ... 권하사 역
- 2011년 KBS2 《KBS 드라마 스페셜 - 기쁜 우리 젊은 날》 ... 민구 역
- 2011년 KBS1 《광개토태왕》 ... 홍우 역
- 2011년 JTBC 《발효가족》 ... 병수 역
- 2012년 KBS2 《KBS 드라마 스페셜 연작 시리즈 - 국회의원 정치성 실종사건》 ... 어린 이인자 역
- 2012년 KBS2 《해운대 연인들》 ... 양가죽 역
- 2013년 KBS2 《칼과 꽃》 ... 진구 역
- 2016년 SBS 《당신은 선물》 ... 정형사 역
- 2018년 KBS2 《죽어도 좋아》

### 영화
- 1988년 《보릿고개》 ... 혁이 역
- 1990년 《죄없는 병사들》
- 1990년 《남부군》 ... 아이 역
- 1990년 《꼭지딴》
- 1991년 《은마는 오지 않는다》 ... 강호 역
- 1992년 《우리들의 일그러진 영웅》 ... 임만순 역
- 1993년 《에미의 들》 ... 어린 홍기 역
- 1994년 《우뢰매 9 - 무적의 파이터 우뢰매》
- 1994년 《두 여자 이야기》
- 1995년 《소나기》 ... 소년 역
- 2001년 《신라의 달밤》 ... 꼬봉 2 역
- 2004년 《겨울이야기》 ... 정균 역
- 2008년 《모던 보이》 ... 사애 단원 역
- 2011년 《캠퍼스 S 커플》 ... 복학생 1 역

## 수상
- 1992년 제13회 청룡영화상 특별상